# Tercera División de Venezuela 2023
La Temporada 2023 de la Liga Nacional o Tercera División comenzó programada por cada asociación de cada estado y finalizó en octubre. Minet FC de Barinas se consagró campeón de la competición tras ganar en la final al Catia FC del Distrito Capital.

## Sistema de competición
El formato y modelo de competición de la Temporada 2023-24 de la Liga Nacional o Tercera División partirá del siguiente modo:
- Primera Ronda Regional: Los más de 88 equipos participantes se dividirán  en veintidós grupos por estado, los cuales jugarán para definir el campeón de cada estado y este a su vez disputará la segunda ronda o fase Interregional.

- Segunda Ronda Interregional: El campeón en cada estado en la primera ronda clasificará a la siguiente etapa, dividida en 6 llaves de 3 equipos y 2 de 2 equipos, estas serán por cercanía geográfica, y de esta ronda saldrán los 8 equipos que disputarán la fase nacional o ronda final.

- Ronda Final: El primer puesto de cada grupo en la segunda ronda clasificará a la siguiente etapa, la cual se jugará en forma de eliminatoria a partidos de ida y vuelta, exceptuando la gran final, donde se definirá el campeón absoluto de la Liga Nacional o Tercera División

## Primera Ronda Regional
Equipos Campeones por Estado 
| Estado           | Club                   |
| ---------------- | ---------------------- |
| Falcon           | Deportivo MZ           |
| Trujillo         | Country Club Valera    |
| Zulia            | FundaUAM               |
| Lara             | Simón Planas           |
| Yaracuy          | HG Sport               |
| Portuguesa       | Villa Bruzual          |
| Mérida           | Academia Emeritense FC |
| Tachira          | Ureña FC               |
| Barinas          | Minet FC               |
| Apure            |                        |
| Guarico          | Guarico FC             |
| Amazonas         | Amazonas FC            |
| Carabobo         | Parcell FC             |
| Cojedes          | Chepi Sport FC         |
| Aragua           | UCV Aragua             |
| Distrito Capital | Catia FC               |
| Miranda          | Atlético Sucre         |
| La Guaira        | Macuto                 |
| Sucre            | JGD FC                 |
| Anzoátegui       | Chorreron FC           |
| Bolívar          | Tumeremo FC            |
| Monagas          | UDA                    |
| Delta Amacuro    | Mano a Mano            |

## Segunda Ronda Interregional

### Grupo A

#### Clasificación
| Pos. | Equipo              | Pts. | PJ | G | E | P | GF | GC | Dif. |  |
| ---- | ------------------- | ---- | -- | - | - | - | -- | -- | ---- |  |
| 1    | Valera Country Club | 0    | 0  | 0 | 0 | 0 | 0  | 0  | 0    |  |
| 2    | FuandaUam           | 0    | 0  | 0 | 0 | 0 | 0  | 0  | 0    |  |
| 3    | Deportivo MZ        | 0    | 0  | 0 | 0 | 0 | 0  | 0  | 0    |  |

Actualizado a los partidos jugados el 18 de diciembre de 2019.
 Fuente: AFEZ y AFEZ

### Grupo B

#### Clasificación
| Pos. | Equipo        | Pts. | PJ | G | E | P | GF | GC | Dif. |  |
| ---- | ------------- | ---- | -- | - | - | - | -- | -- | ---- |  |
| 1    | Villa Bruzual | 0    | 0  | 0 | 0 | 0 | 0  | 0  | 0    |  |
| 2    | Simon Planas  | 0    | 0  | 0 | 0 | 0 | 0  | 0  | 0    |  |
| 3    | HG Sport      | 0    | 0  | 0 | 0 | 0 | 0  | 0  | 0    |  |

Actualizado a los partidos jugados el 18 de diciembre de 2019.
 Fuente: AFEL

### Grupo C

#### Clasificación
| Pos. | Equipo              | Pts. | PJ | G | E | P | GF | GC | Dif. |  |
| ---- | ------------------- | ---- | -- | - | - | - | -- | -- | ---- |  |
| 1    | Minet FC            | 0    | 0  | 0 | 0 | 0 | 0  | 0  | 0    |  |
| 2    | Ureña               | 0    | 0  | 0 | 0 | 0 | 0  | 0  | 0    |  |
| 3    | Academia Emeritense | 0    | 0  | 0 | 0 | 0 | 0  | 0  | 0    |  |

Actualizado a los partidos jugados el 18 de diciembre de 2019.
 Fuente: AFEM

### Grupo D

#### Clasificación
| Pos. | Equipo      | Pts. | PJ | G | E | P | GF | GC | Dif. |  |
| ---- | ----------- | ---- | -- | - | - | - | -- | -- | ---- |  |
| 1    | Guarico FC  | 0    | 0  | 0 | 0 | 0 | 0  | 0  | 0    |  |
| 2    | Amazonas FC | 0    | 0  | 0 | 0 | 0 | 0  | 0  | 0    |  |

Actualizado a los partidos jugados el 18 de diciembre de 2019.
 Fuente: Guarico FC

### Grupo E

#### Clasificación
| Pos. | Equipo      | Pts. | PJ | G | E | P | GF | GC | Dif. |  |
| ---- | ----------- | ---- | -- | - | - | - | -- | -- | ---- |  |
| 1    | Parcell FC  | 0    | 0  | 0 | 0 | 0 | 0  | 0  | 0    |  |
| 2    | UCV Aragua  | 0    | 0  | 0 | 0 | 0 | 0  | 0  | 0    |  |
| 3    | Chepi Sport | 0    | 0  | 0 | 0 | 0 | 0  | 0  | 0    |  |

Actualizado a los partidos jugados el 18 de diciembre de 2019.
 Fuente: Parcell FC y Parcel FC

### Grupo F

#### Clasificación
| Pos. | Equipo         | Pts. | PJ | G | E | P | GF | GC | Dif. |  |
| ---- | -------------- | ---- | -- | - | - | - | -- | -- | ---- |  |
| 1    | Catia FC       | 0    | 0  | 0 | 0 | 0 | 0  | 0  | 0    |  |
| 2    | Macuto         | 0    | 0  | 0 | 0 | 0 | 0  | 0  | 0    |  |
| 3    | Atletico Sucre | 0    | 0  | 0 | 0 | 0 | 0  | 0  | 0    |  |

Actualizado a los partidos jugados el 18 de diciembre de 2019.
 Fuente: AFDC

### Grupo G

#### Clasificación
| Pos. | Equipo       | Pts. | PJ | G | E | P | GF | GC | Dif. |  |
| ---- | ------------ | ---- | -- | - | - | - | -- | -- | ---- |  |
| 1    | JGD FC       | 0    | 0  | 0 | 0 | 0 | 0  | 0  | 0    |  |
| 2    | Chorreron FC | 0    | 0  | 0 | 0 | 0 | 0  | 0  | 0    |  |
| 3    | GCC          | 0    | 0  | 0 | 0 | 0 | 0  | 0  | 0    |  |

Actualizado a los partidos jugados el 18 de diciembre de 2019.
 Fuente: JGD FC

### Grupo H

#### Clasificación
| Pos. | Equipo      | Pts. | PJ | G | E | P | GF | GC | Dif. |  |
| ---- | ----------- | ---- | -- | - | - | - | -- | -- | ---- |  |
| 1    | Tumeremo FC | 6    | 2  | 2 | 0 | 0 | 0  | 0  | 0    |  |
| 2    | UDA         | 3    | 2  | 1 | 0 | 1 | 0  | 0  | 0    |  |
| 3    | Mano a Mano | 0    | 0  | 0 | 0 | 0 | 0  | 0  | 0    |  |

Actualizado a los partidos jugados el 19 de diciembre de 2024.
 Fuente: Tumeremo FC y Tumeremo FC

## Ronda Final
|  | Cuartos de final | Cuartos de final    | Cuartos de final    | Cuartos de final    | Cuartos de final |   |             | Semifinales | Semifinales | Semifinales | Semifinales | Semifinales |  |          | Final    | Final | Final |  |
|  |                  |                     |                     |                     |                  |   |             |             |             |             |             |             |  |          |          |       |       |  |
|  |                  |                     |                     |                     |                  |   |             |             |             |             |             |             |  |          |          |       |       |  |
|  | C                | Minet FC            | 2                   | 4                   | 6                |   |             |             |             |             |             |             |  |          |          |       |       |  |
|  | C                | Minet FC            | 2                   | 4                   | 6                |   |             |             |             |             |             |             |  |          |          |       |       |  |
|  | D                | Guarico FC          | 2                   | 2                   | 4                |   |             |             |             |             |             |             |  |          |          |       |       |  |
|  | D                | Guarico FC          | 2                   | 2                   | 4                |   | Minet FC    | Minet FC    | 4           | 5           | 9           |             |  |          |          |       |       |  |
|  |                  |                     |                     |                     |                  |   | Minet FC    | Minet FC    | 4           | 5           | 9           |             |  |          |          |       |       |  |
|  |                  |                     | Valera Country Club | Valera Country Club | 2                | 3 | 5           |             |             |             |             |             |  |          |          |       |       |  |
|  | A                | Villa Bruzual       | Valera Country Club | Valera Country Club | 2                | 3 | 5           | 0           | 0           | 0           |             |             |  |          |          |       |       |  |
|  | A                | Villa Bruzual       |                     |                     |                  |   |             |             |             | 0           |             |             |  |          |          |       |       |  |
|  | B                | Valera Country Club | 1                   | 0                   | 0                |   |             |             |             |             |             |             |  |          |          |       |       |  |
|  | B                | Valera Country Club | 1                   | 0                   | 0                |   |             |             |             |             |             |             |  | Minet FC | Minet FC | 2     |       |  |
|  |                  |                     |                     |                     |                  |   |             |             |             |             |             |             |  | Minet FC | Minet FC | 2     |       |  |
|  |                  |                     | Catia FC            | Catia FC            | 0                |   |             |             |             |             |             |             |  |          |          |       |       |  |
|  | G                | JGD FC              | Catia FC            | Catia FC            | 0                | 0 | 2           | 2           |             |             |             |             |  |          |          |       |       |  |
|  | G                | JGD FC              |                     |                     |                  |   |             |             |             |             |             |             |  |          |          |       |       |  |
|  | H                | Tumeremo FC         | 0                   | 2                   | 2                |   |             |             |             |             |             |             |  |          |          |       |       |  |
|  | H                | Tumeremo FC         | 0                   | 2                   | 2                |   | Tumeremo FC | Tumeremo FC | 1           | 0           | 1           |             |  |          |          |       |       |  |
|  |                  |                     |                     |                     |                  |   | Tumeremo FC | Tumeremo FC | 1           | 0           | 1           |             |  |          |          |       |       |  |
|  |                  |                     | Catia FC            | Catia FC            | 1                | 2 | 3           |             |             |             |             |             |  |          |          |       |       |  |
|  | F                | Catia FC            | Catia FC            | Catia FC            | 1                | 2 | 3           | 2           | 0           | 2(3)        |             |             |  |          |          |       |       |  |
|  | F                | Catia FC            |                     |                     |                  |   |             |             |             | 2(3)        |             |             |  |          |          |       |       |  |
|  | E                | Parcell FC          | 2                   | 0                   | 2(2)             |   |             |             |             |             |             |             |  |          |          |       |       |  |
|  | E                | Parcell FC          | 2                   | 0                   | 2(2)             |   |             |             |             |             |             |             |  |          |          |       |       |  |
|  |                  |                     |                     |                     |                  |   |             |             |             |             |             |             |  |          |          |       |       |  |

## Final
| 28 de octubre de 2023 , 16:00 | Minet FC | 2 : 0 | Catia FC | Misael Delgado, Valencia |  |
|                               |          |       |          | Árbitro(s):              |  |

### Participantes
|            |          |
| Catia FC   | Minet FC |
| Subcampeón | Campeón  |
|            |          |

| Campeón  |
| Minet FC |